# Гришем-Ланкастер, Скот
Скот Грешем-Ланкастер (род. в 1954 году, Редвуд-Сити, Калифорния) — американский композитор, исполнитель, конструктор инструментов, преподаватель и специалист в области образовательных технологий.

## Карьера
Он использует компьютерные сети для создания новых сред для музыкального и междисциплинарного выражения. Как участник группы The Hub, он является одним из первых пионеров «компьютерной сетевой» музыки, которая использует поведение взаимосвязанных музыкальных машин для создания инновационных способов взаимодействия между исполнителями и компьютерами. Он выступал в серии «совместных» выступлений, сотрудничая в режиме реального времени с живыми и удаленными танцорами, видеохудожниками и музыкантами в сетевых выступлениях.
Как студент, он изучал композицию у Филипа Ианни, Роя Харриса, Дариуса Мильо, Джона Чаунинга, Роберта Эшли, Терри Райли, Роберта Шеффа, Дэвида Коупа и Джека Джаррета, среди других. В конце 1970-х годов он тесно сотрудничал с Сержем Черепнином, помогая с конструкцией и распространением модульной музыкальной системы Serge. Затем он работал в компании Oberheim Electronics. В начале 1980-х годов он был техническим директором Центра современной музыки Миллс-колледжа. Он преподавал в Калифорнийском университете, Хэйварде, Дьябло Вэлли Колледже, Колледже Экспрессии для цифрового искусства, Когсвелл Колледже и Сан-Хосе Стейт Университете. Он преподавал в Университете Техаса в Далласе в Школе искусств, технологии и новых коммуникаций (ATEC) до 2017 года, и в настоящее время является визитирующим исследователем в CNMAT,Он также является научным сотрудником в лаборатории CNMAT при Университете Калифорнии в Беркли и исследовательским ученым в лаборатории ArtSci при ATEC.
Он был композитором в резиденции в Центре современной музыки Миллс-колледжа. В STEIM в Амстердаме он работал над разработкой новых типов контроллеров, которые используются исключительно в живом исполнении электроакустической музыки. Он является альманахом программы художественной резиденции Джерасси. Он гастролировал и записывался в составе The Hub, Room (с Крисом Брауном, Ларри Оксом и Уильямом Уинантом), Альвина Керрана, квартета саксофонистов ROVA, Club Foot Orchestra и голландской атмосферной группы NYX. Он исполнял музыку Альвина Керрана, Полин Оливерос, Джона Зорна и Джона Кейджа под их руководством, а также работал в качестве технического помощника Лу Харрисона, Янниса Ксенакиса, Дэвида Тьюдора, Эдмунда Кампиона, Синди Кокс и многих других.
С 2006 года он сотрудничает с медийным художником Стефеном Медарисом Буллом в серии «караоке-опер для мобильных телефонов», первоначальное финансирование предоставлено Советом искусств штата Нью-Йорк. Он работал в сотрудничестве с театральным режиссёром Далласа Томасом Риччо, разрабатывая звуковые интервенции для многих его спектаклей.